# Araegeus
Araegeus Simon, 1901 è un genere di ragni appartenente alla famiglia Salticidae.

## Distribuzione
Le due specie oggi note di questo genere sono state rinvenute in Mozambico e in Sudafrica: sono entrambi endemismi.

## Tassonomia
A giugno 2011, si compone di due specie:
- Araegeus fornasinii (Pavesi, 1881) — Mozambico
- Araegeus mimicus Simon, 1901[2] — Sudafrica